# Freiheit und Sicherheit. Grundsätze für Deutschland
Der Beschluss Freiheit und Sicherheit. Grundsätze für Deutschland. ist das 4. Grundsatzprogramm der CDU.

## Beschluss
Das Grundsatzprogramm wurde auf dem 21. Parteitag vom 3. bis 4. Dezember 2007 in Hannover beraten.

## Inhalt
Das Grundsatzprogramm gliedert sich nach der Präambel in 9 Abschnitte:
- Wir christlichen Demokraten
- Herausforderungen unserer Zeit – Gestaltungsanspruch der CDU
- Starke Familien – Menschliche Gesellschaft
- Bildungs- und Kulturnation Deutschland – Antworten auf die Wissensgesellschaft
- Erneuerung der Sozialen Marktwirtschaft in der globalisierten Welt
- Die Schöpfung und das Leben bewahren – Für eine lebenswerte Umwelt
- Aktive Bürger, Starker Staat, Weltoffenes Land
- Deutschlands Verantwortung und Interessen wahrnehmen[1]

## Dokumente
Über das Grundsatzprogramm wurden mehrere Dokumente veröffentlicht. Dazu gehören die ausführliche Version und eine Kurzfassung.

## Bundeszentrale für politische Bildung
Die Bundeszentrale für politische Bildung hat einen Artikel über die Programmatik der CDU veröffentlicht und zeigt die Kernpunkte des Programms auf. Dazu zählen der Wille zur Übernahme von Regierungsverantwortung und ein starkes Profil in der Wirtschafts- und Finanzpolitik sowie der Innen- und Rechtspolitik. Auf beiden Feldern werden verschiedene Maßnahmen aufgelistet. In der Sozialpolitik begann mit dem Programm eine Entwicklung zur Mitte hin.